# Lauter (Rhein, Gernsheim)
Die Lauter, im Unterlauf Winkelbach und bis ins 19. Jahrhundert auch Ziegelbach genannt, ist ein 32,4 km langer, östlicher und rechter Zufluss des Rheins in Südhessen. Sie entspringt im Odenwald, fließt in den hessischen Kreisen Bergstraße und Groß-Gerau und mündet bei Gernsheim in den Rhein.

## Namen
Von der Quelle bis nach Bensheim heißt das Fließgewässer Lauter. Dieser Abschnitt gab dem Flusstal und der dortigen Verbundgemeinde Lautertal den Namen. Ab Bensheim bis zu seiner Mündung bei Gernsheim trägt das Gewässer den Namen Winkelbach. Dieser Name erklärt sich möglicherweise aus dem Knick, den der Bach in Bensheim macht, oder durch seine Umleitung bei Rodau.

## Geographie

### Verlauf

#### Odenwald
Die Lauter entspringt im Odenwald im Geo-Naturpark Bergstraße-Odenwald, in dem sie gänzlich fließt. Ihre Quelle liegt etwa 2 km nordöstlich von Gadernheim, einem Ortsteil der Gemeinde Lautertal, und 720 m nordwestlich der Neunkircher Höhe (605 m ü. NHN) auf 478 m Höhe.
Anfangs fließt die Lauter am Weinweg entlang als Rinnsal südwestwärts hinab nach Gadernheim. Von dortan verläuft sie entlang der Bundesstraße 47 (Nibelungenstraße) erst westwärts nach und durch den Lautertaler Ortsteil Lautern. Danach dreht sie nach Südwesten und fließt, unmittelbar nach Durchfließen eines Hochwasserrückhaltebeckens, durch Reichenbach, den Hauptort der Gemeinde Lautertal. Weiterhin entlang der B 47 verläuft sie durch den Lautertaler Ortsteil Elmshausen.
Anschließend erreicht die Lauter das Stadtgebiet von Bensheim, in dem sie erst durch Wilmshausen und Schönberg fließt, wo sich ein weiteres Rückhaltebecken befindet. Hiernach erreicht sie die Bensheimer Kernstadt und verlässt zugleich den Vorderen Odenwald.

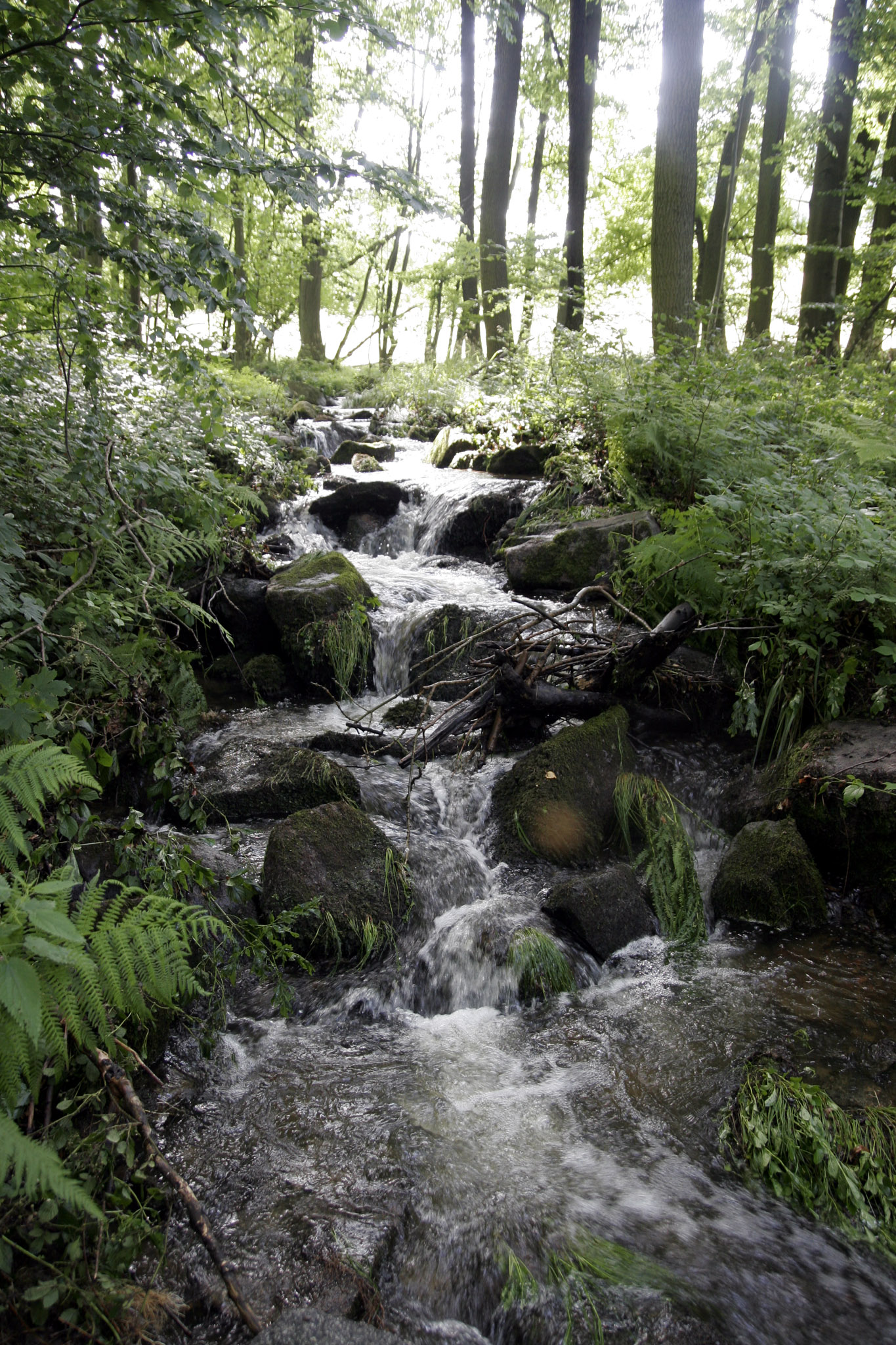
Der Lauteroberlauf oberhalb von Gadernheim im Odenwald
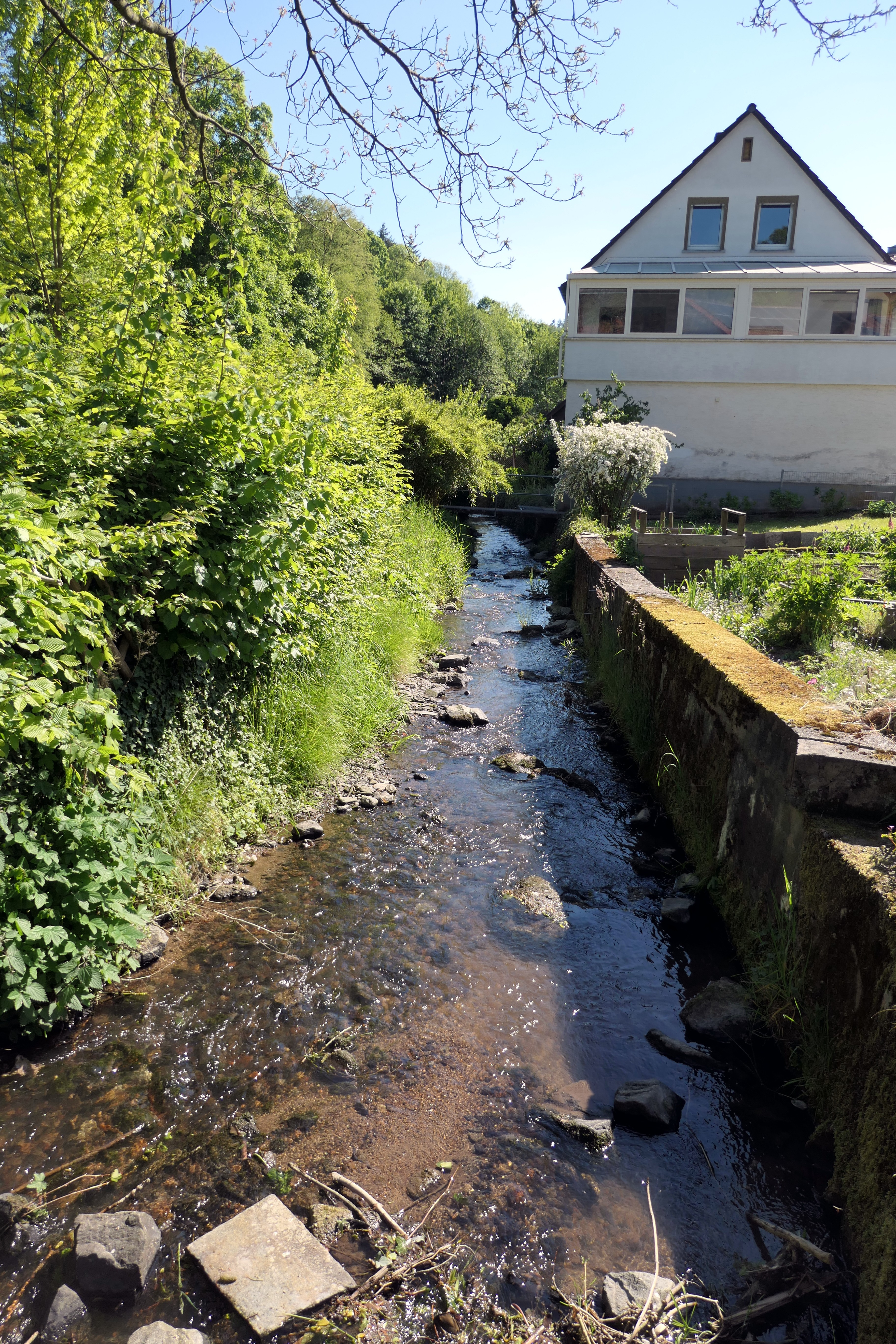
Lauter in Lautern
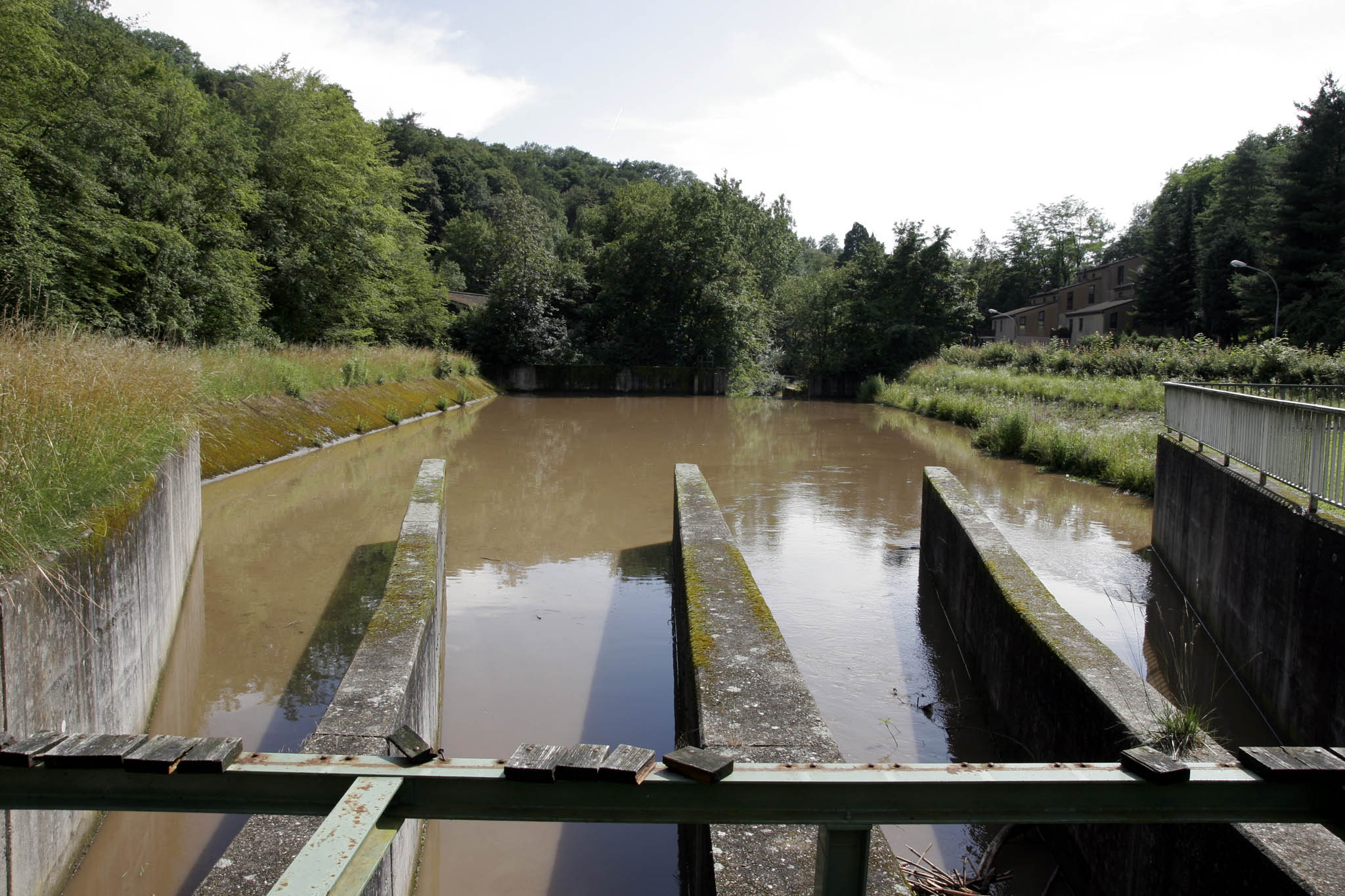
Das Hochwasserrückhaltebecken in Schönberg
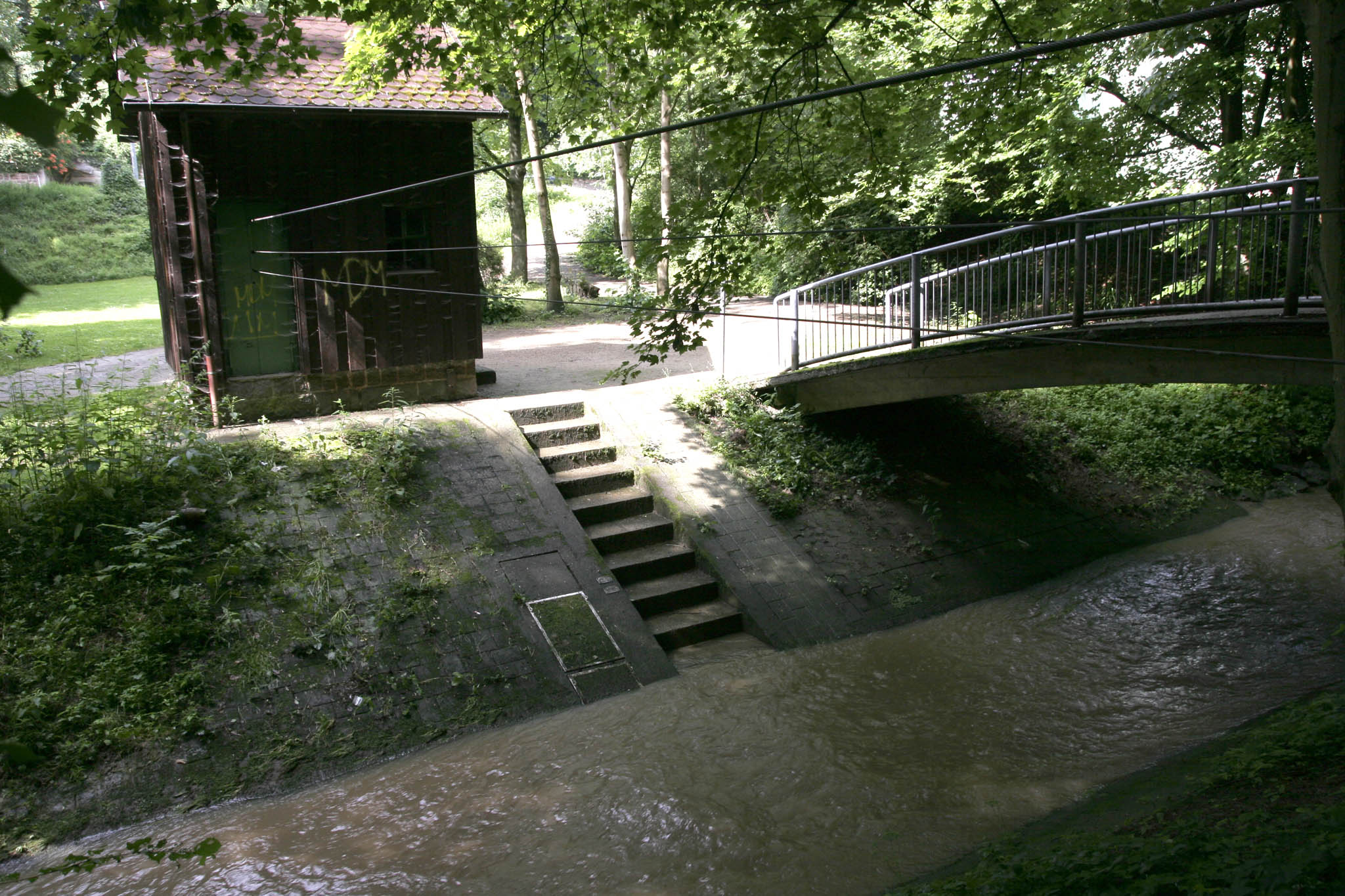
Pegelmessstelle kurz vor Bensheim

#### Hessisches Ried
In Bensheim erreicht das Fließgewässer unter dem Namen Winkelbach den Naturraum Bergstraße, um sodann den Weg in der Oberrheinische Tiefebene durch das Hessische Ried zu nehmen. Nach dem Erreichen des am Südwestrand der Bensheimer Altstadt stehenden Rinnentorturms (Rinnentor), wo der Neue Graben abzweigt, knickt der Fluss aus seiner vorherigen Südwestrichtung fast rechtwinklig nach Norden ab. Sodann verschwindet er auf etwa 1,2 km Länge in einem unterirdischen Kanal, in dem er die B 3 (Bergstraße) unterquert und den er nach der Kreuzung Fehlheimer Straße / Mozartstraße verlässt. Kurz darauf unterquert der Bach die Bahnstrecke Frankfurt am Main–Heidelberg. Der Winkelbach ist weitgehend reguliert.
Dann verläuft der Winkelbach über mehrere Kilometer parallel zur Bundesautobahn 5 in Richtung Nordnordwesten. Westlich des bachabseits liegenden Bensheimer Ortsteils Bensheim-Auerbach fließt von Osten die Auer zu. Südöstlich des auch bachabseits gelegenen Zwingenberger Ortsteils Rodau unterquert der Winkelbach die A 5. Kurz darauf passiert der Bach den westlich liegenden Niederwaldsee. Etwas weiter nordnordwestlich mündet der Scheidgraben ein, wo der Bach nach Westen abknickt und fließt anschließend nordwestlich parallel zum Lindenbruchgraben (Mühl- und Mittelgraben) nach Südwesten. Südlich des vom Bach passierten Bensheimer Ortsteils Langwaden fließt der kurz zuvor vom Lindenbruchgraben gespeiste Schwanheimer Grenzgraben (Mühlgraben) zu.
300 m weiter nordwestlich unterquert der Winkelbach die Bundesautobahn 67. Weitere 4,4 km bachabwärts passiert er im Gernsheimer Stadtgebiet die nördlich stehende Wallfahrtskirche Maria Einsiedel. Danach unterquert der Bach die Bahnstrecke Darmstadt–Worms (Riedbahn) und fließt nördlich an Klein-Rohrheim vorbei. Dabei unterquert er die B 44.
Das letzte Teilstück des Winkelbachs führt westlich an der Kernstadt von Gernsheim vorbei. 700 Meter vor der Mündung fließt von Süden als letzter Zufluss der Himmschlingsgraben (Langer Graben) ein. Die Mündung in den Rhein liegt etwa 50 m südwestlich der im Zweiten Weltkrieg zerstörten Gernsheimer Rheinbrücke.

### Einzugsgebiet
Das Einzugsgebiet der Lauter (Winkelbach) ist zusammen mit dem Winkelbach 117,84 km² groß. Die Obere Lauter hat, von der Flussquelle bis zum Knick des Fließgewässers in Bensheim ein Einzugsgebiet von 27,49 km² und ist 14 km lang. Ihre Wasserkörpernummer ist 23954.2. Der Flussabschnitt mit Namen Winkelbach beginnt in Bensheim, trägt die Wasserkörpernummer 23954.1, ist 18,4 km lang und entwässert weitere 90,35 km².

### Zuflüsse
Zu den Zuflüssen der Lauter (Winkelbach) gehören bachabwärts betrachtet (laut im Tabellenkopf genannten Einzelnachweisen):

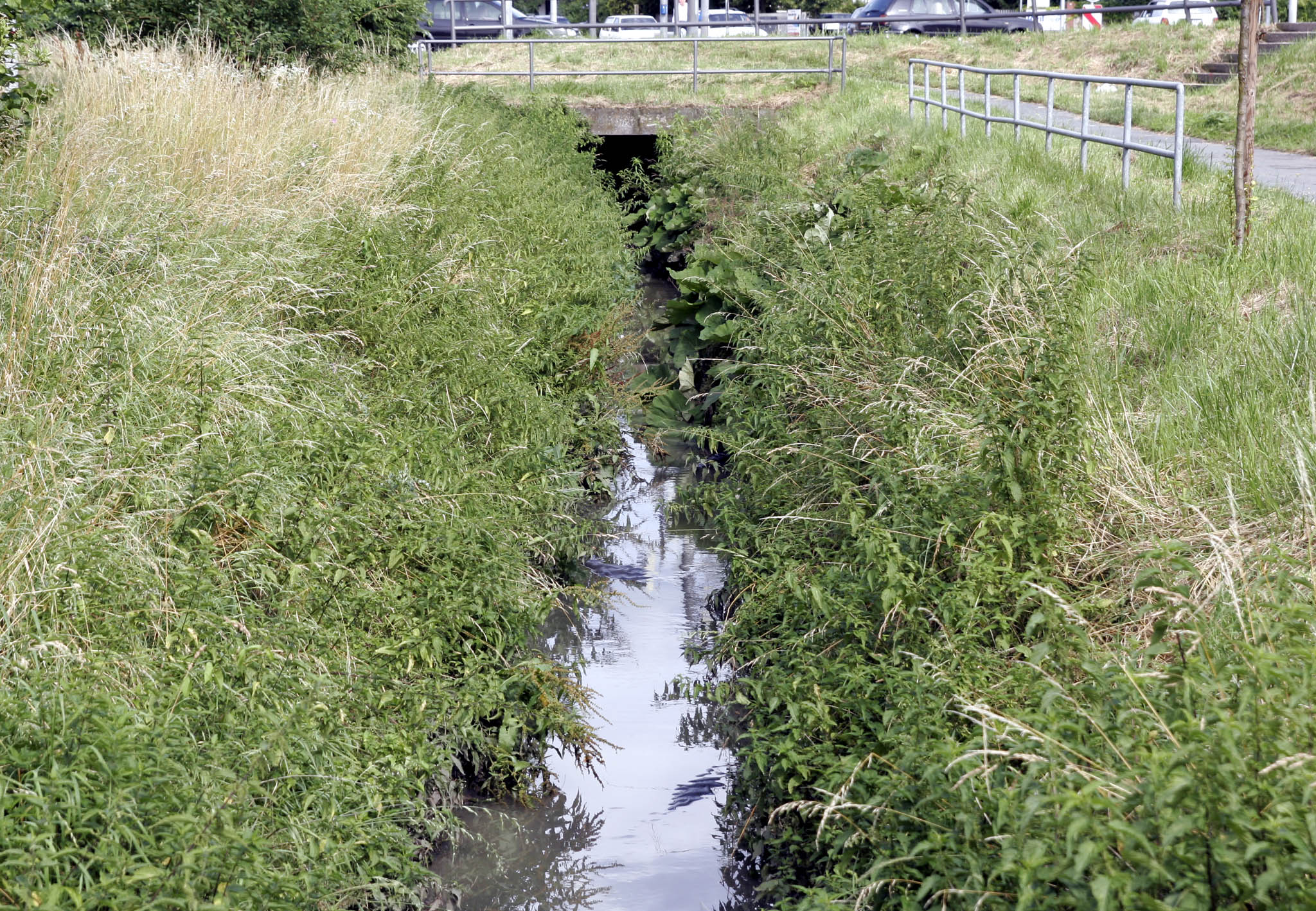
Der Neue Graben (Kreuzung Berliner Ring-Schwanheimer Straße)

| Name                                                                                                   | Seite  | Länge (km) | Quell-          | Mündungs-       | Mündungs- ort (Lage) | Mü-Stat. (km) | EZG (km²) | GKZ        |
| Name                                                                                                   | Seite  | Länge (km) | höhe (m ü. NHN) | höhe (m ü. NHN) | Mündungs- ort (Lage) | Mü-Stat. (km) | EZG (km²) | GKZ        |
| --- | ------ | ---------- | --------------- | --------------- | -------------------- | ------------- | --------- | ---------- |
| Im Salztrog                                                                                            | links  | 1,80       | 424             | 365             | Gadernheim (i)       | 30,40         |           | 23954-112  |
| Bach vom Geisberg                                                                                      | rechts | 1,10       | 331             | 295             | Lautern (i)          | 28,60         |           | 23954-116  |
| Vorbach                                                                                                | links  | 2,25       | 427             | 208             | Reichenbach (i)      | 26,40         |           | 23954-1314 |
| Fränkbach                                                                                              | rechts | 1,25       | 325             | 203             | Reichenbach (i)      | 26,15         |           | 23954-1316 |
| Grautbach                                                                                              | rechts | 2,90       | 347             | 195             | Reichenbach (i)      | 25,55         |           | 23954-1318 |
| Reichenbach                                                                                            | links  | 2,25       | 432             | 193             | Reichenbach (i)      | 25,45         |           | 23954-1392 |
| Ziegelbach (Auer/Mühlbach/Ziegelbach)                                                                  | rechts | 6,65       | 279             | 094             | Bensheim (u)         | 15,10         | 8,19 km²  | 23954-4    |
| Scheidgraben                                                                                           | rechts | 3,40       | 098             | 092             | Rodau (g)            | 11,95         |           | 23954-622  |
| Himmschlingsgraben (Langer Graben)                                                                     | links  | 6,10       | 087             | 086             | Gernsheim (g)        | 00,70         |           | 23954-92   |
| Abkürzungen (Lage): u = unterhalb des Mündungsortes; i = im Mündungsort; g = gegenüber vom Mündungsort |        |            |                 |                 |                      |               |           |            |

### Abzweigungen
Vom Winkelbach zweigt am Bensheimer Rinnentorturm (Rinnentor) am oberen Wehr nach Westen der 4,1 km lange Neue Graben ab. Das Grabenwasser fließt zunächst 1,3 km in einem unterirdischen Kanal unter der Schwanheimer Straße. Ab der Kreuzung mit dem Berliner Ring verläuft es wieder als Oberflächengewässer. Der Graben mündet nördlich von Lorsch und etwas unterhalb der Wattenheimer Brücke in die Weschnitz.

## Pegelmessstelle Bensheim
Am östlichen Ortseingang von Bensheim liegt die Pegelmessstelle Bensheim mit einem Pegelnullpunkt von 105,38 m. Der Hochwasserpegel für die Meldestufe 1 liegt bei 80 cm, für Stufe 2 bei 100 cm und für Stufe 3 bei 120 cm. Mit 149 cm wurde der höchste Pegel am 11. Juli 1980 gemessen; dies entspricht einem Durchfluss von 10,6 m³/s.

## Geschichte

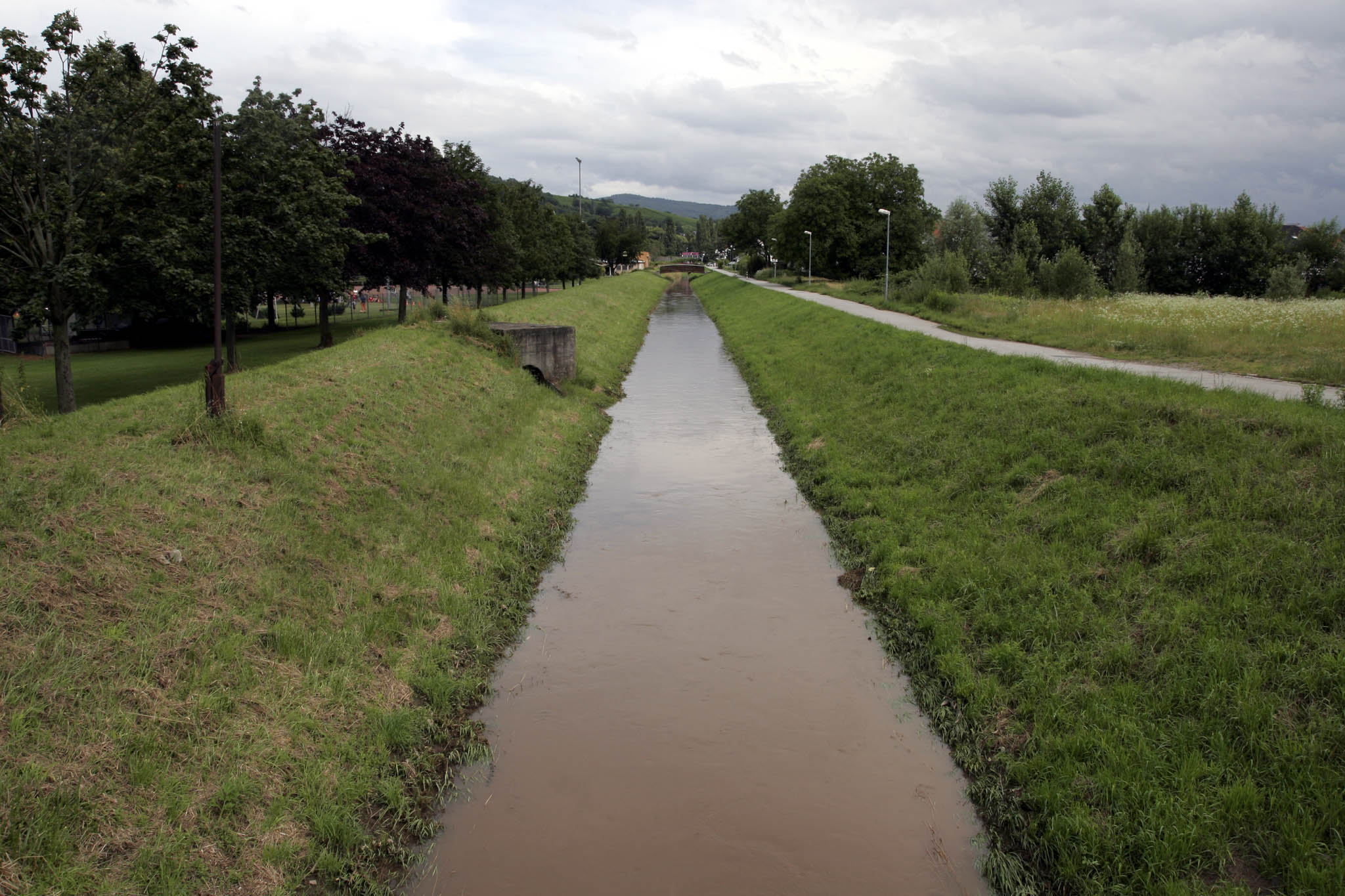
Der regulierte Winkelbach am Ortsende von Bensheim (vom Berliner Ring flussaufwärts gesehen)

Für die Lauter wurden auch die Namen Ziegelbach und Luitra verwendet.
Der Winkelbach wurde in den Jahren 1833 bis 1836 reguliert, bedeutend erweitert und vertieft. Dabei wurden zwei in Gernsheim betriebene Mühlen beseitigt. Das könnte ein Hinweis darauf sein, dass der künstlich geschaffene Flusslauf nach Westen in die Zeit um das Jahr 600 n. Chr. fiel, als die Modau ebenfalls ausgebaut wurde.
Es gab jedoch auch danach noch Überschwemmungen im Bereich des Winkelbachs, was 1966 zur Gründung des „Lauter-Winkelbach-Verbandes“ führte. Unter seiner Trägerschaft wurden nicht nur Sicherungsmaßnahmen am Wasserlauf getroffen, sondern auch zwei Hochwasserrückhaltebecken im Odenwald und zwei weitere in der Ried-Ebene angelegt. Am 1. Januar 2001 schlossen sich der „Weschnitz-Verband“ und der „Lauter-Winkelbach-Verband“ zum „Gewässerverband Bergstraße“ zusammen, der nun für alle Hochwasserschutzmaßnahmen an Weschnitz, Lauter und Modau zuständig ist.
Die Lauter / der Winkelbach wurde, wie die Odenwaldflüsse Modau und Weschnitz, inzwischen zur Sicherung vor Hochwassern so stark reguliert, dass nun Überschwemmungen fast ausgeschlossen werden können. Damit sollten gewerbliche Standorte in Rheinnähe gesichert werden.

## Bildergalerie
Bilder der Lauter/Winkelbach in Richtung von der Quelle zur Mündung

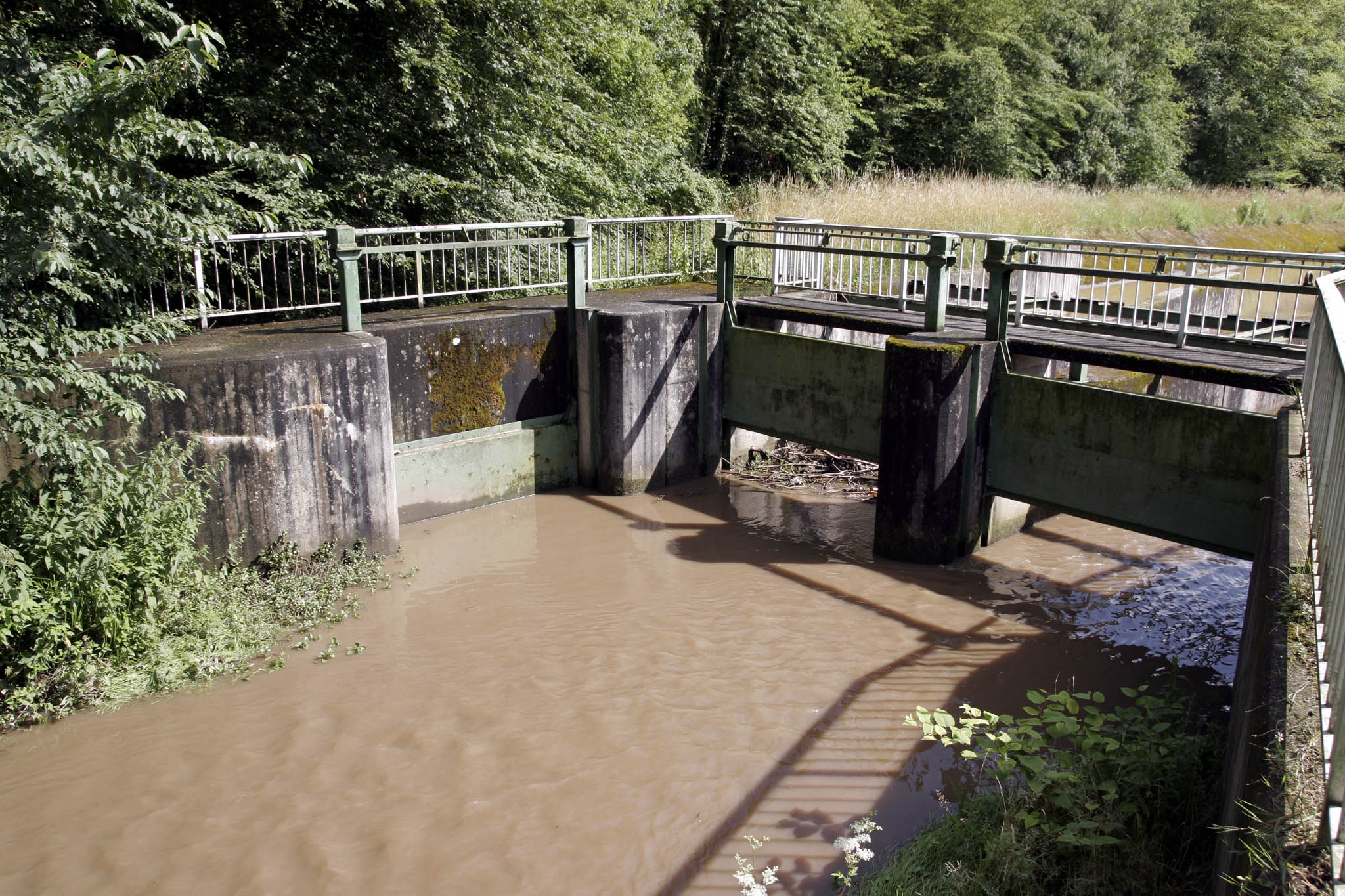
Das Rückhaltebecken an der Lauter in Schönberg
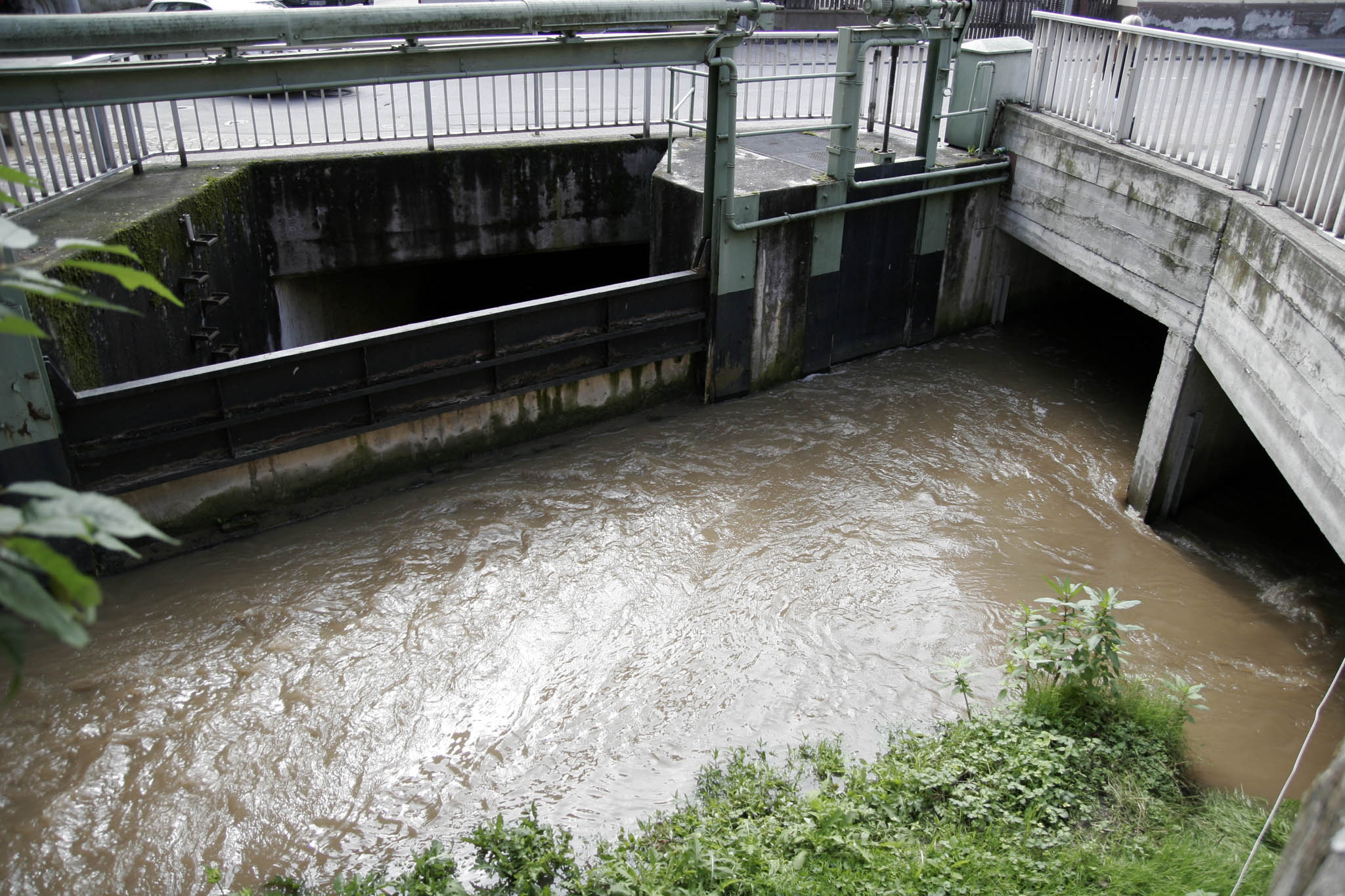
Am Bensheimer Rinnentor zweigt der Neue Graben vom ab dort Winkelbach genannten Gewässer ab
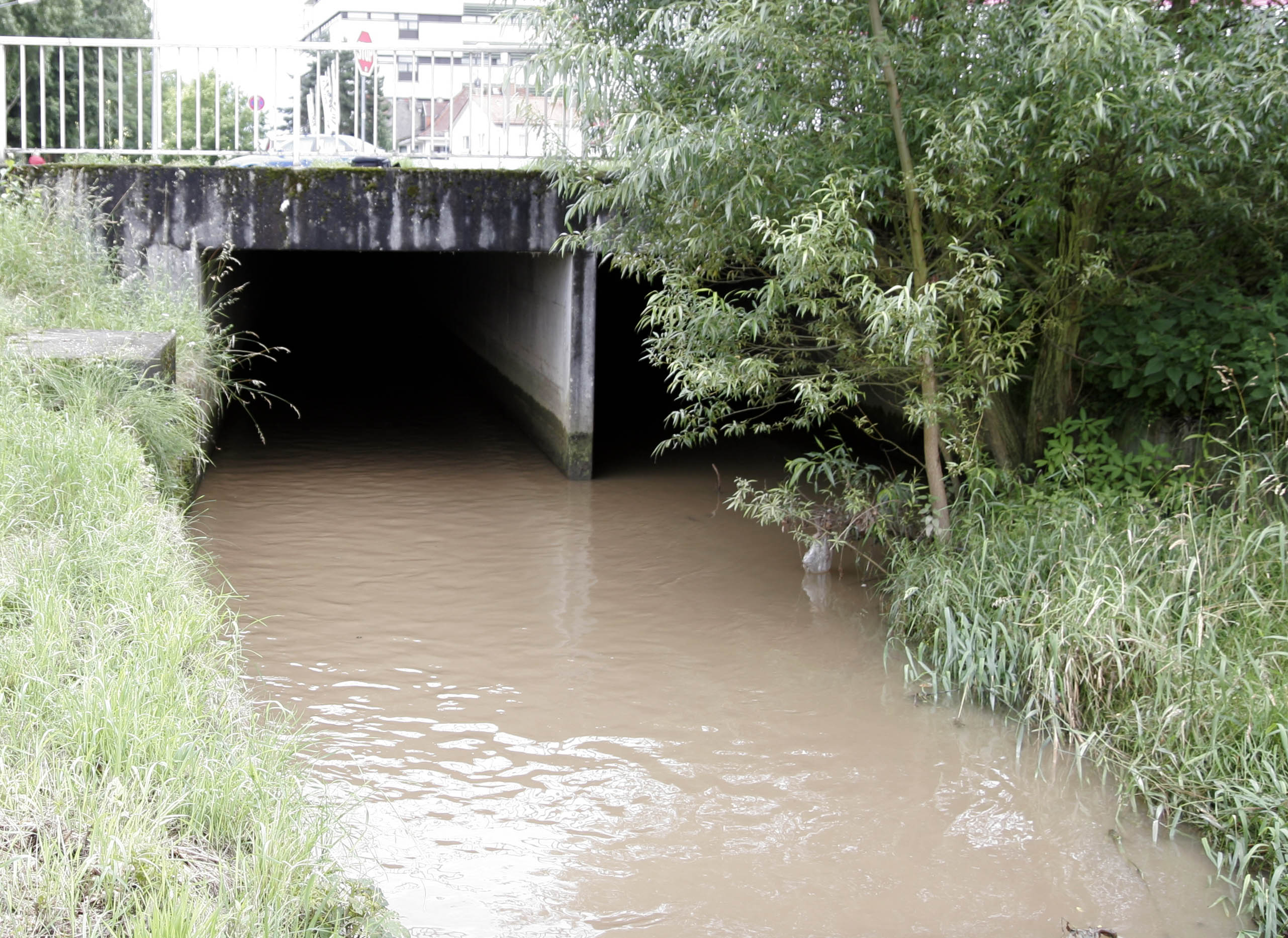
Der Winkelbach nach 1,2 km unterirdischer Führung durch Bensheim
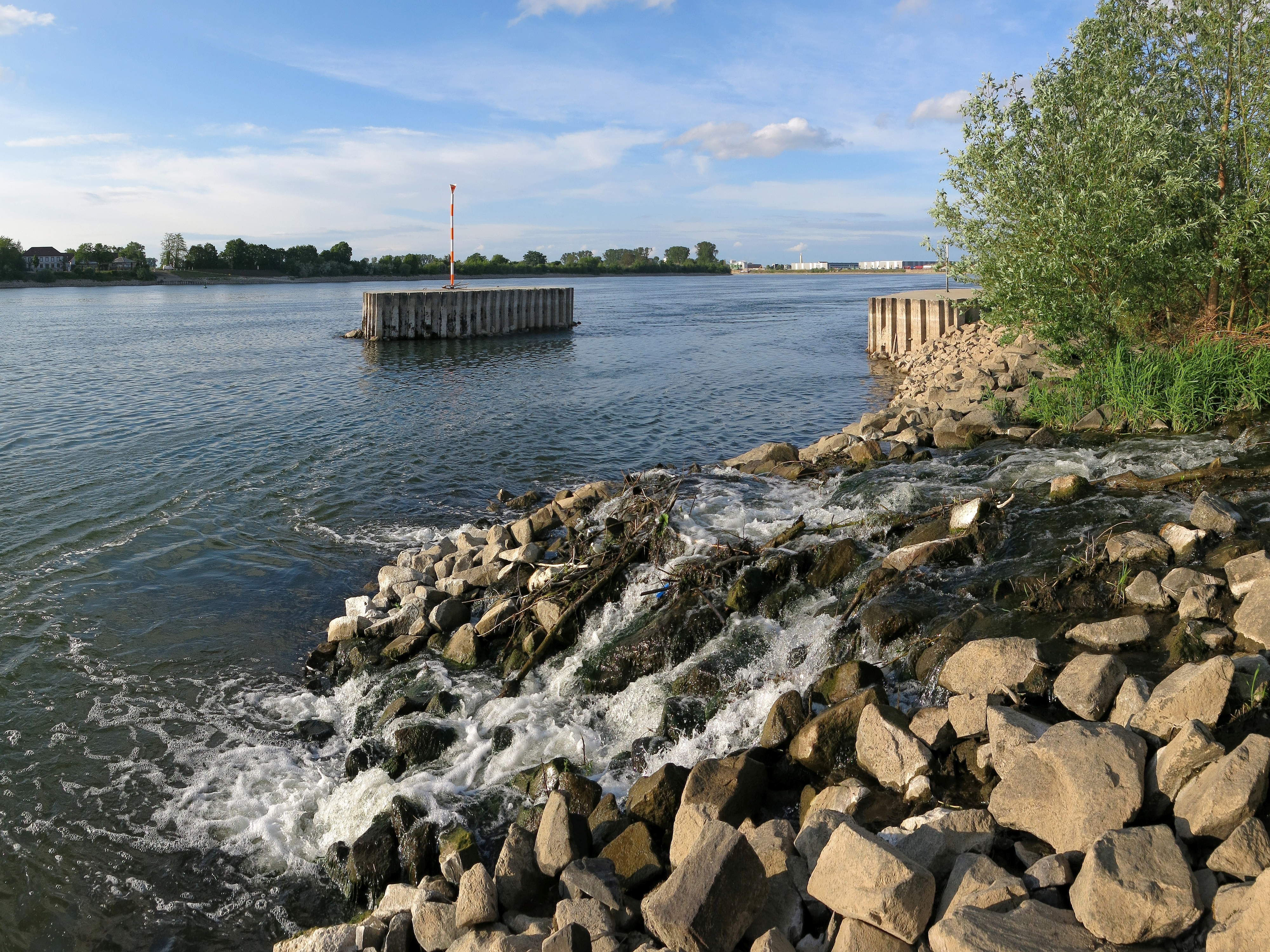
Die Mündung des Winkelbachs in den Rhein bei Gernsheim